# Le Bouillon
Pour les articles homonymes, voir Bouillon.
Le Bouillon est une commune française, située dans le département de l'Orne en région Normandie, peuplée de 167 habitants.

## Géographie
La commune est dans la campagne d'Alençon, en lisière de la forêt d'Écouves. Le bourg est à 9 km au sud-ouest de Sées et à 17 km au nord d'Alençon.
Le point culminant (389/393 m) se situe à l'ouest, près du carrefour de la Branloire. Le point le plus bas (197 m) correspond à la sortie de la Vandre du territoire, à l'est.
| La Ferrière-Béchet                            | La Ferrière-Béchet                 | Sées, La Chapelle-près-Sées |
| Tanville (par un angle), Fontenai-les-Louvets | du Bouillon                        | La Chapelle-près-Sées       |
| Saint-Nicolas-des-Bois (par un angle), Radon  | Radon, Vingt-Hanaps (par un angle) | Saint-Gervais-du-Perron     |

### Hydrographie
La commune est traversée par la ligne de partage des eaux entre les bassins hydrographiques Seine-Normandie et Loire-Bretagne. Elle est drainée par la Briante et le Vande,.
La Briante, d'une longueur de 17 km, prend sa source dans la commune  et se jette  dans la Sarthe à Alençon, après avoir traversé six communes. 
Le Vande, d'une longueur de 22 km, prend sa source dans la commune  et se jette  dans la Vézone à Essay, après avoir traversé sept communes. 
Un plan d'eau complète le réseau hydrographique : la carrière de Fontaineriant, d'une superficie totale de 1,2 ha (0,18 ha sur la commune),.

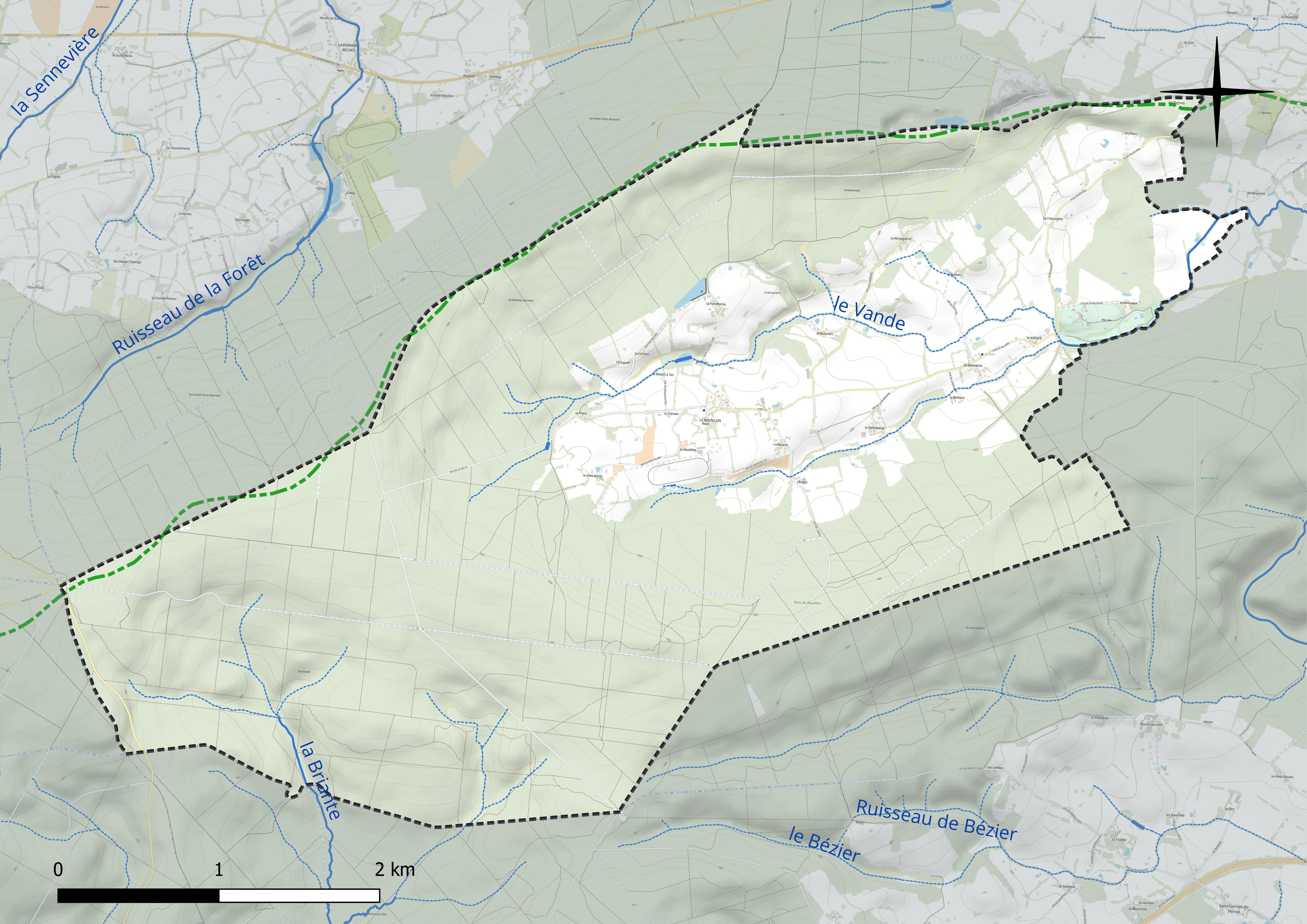
Réseau hydrographique du Bouillon.

### Climat
Pour des articles plus généraux, voir Climat de la Normandie et Climat de l'Orne.
En 2010, le climat de la commune est de type climat océanique dégradé des plaines du Centre et du Nord, selon une étude du CNRS s'appuyant sur une série de données couvrant la période 1971-2000. En 2020, Météo-France publie une typologie des climats de la France métropolitaine dans laquelle la commune est dans une zone de transition entre le climat océanique et le climat océanique altéré et est dans la région climatique Normandie (Cotentin, Orne), caractérisée par une pluviométrie relativement élevée (850 mm/a) et un été frais (15,5 °C) et venté. Parallèlement le GIEC normand, un groupe régional d’experts sur le climat, différencie quant à lui, dans une étude de 2020, trois grands types de climats pour la région Normandie, nuancés à une échelle plus fine par les facteurs géographiques locaux. La commune est, selon ce zonage, exposée à un « climat des plateaux abrités », se caractérisant par une pluviométrie et des contraintes thermiques modérées mais aussi, par effet de continentalité, des températures plus contrastées qu'au nord dans la plaine de Caen, avec communément 10 à 15 jours par an de plus de froid en hiver et de chaleur en été.
Pour la période 1971-2000, la température annuelle moyenne est de 10 °C, avec une amplitude thermique annuelle de 14,3 °C. Le cumul annuel moyen de précipitations est de 808 mm, avec 12,9 jours de précipitations en janvier et 8 jours en juillet. Pour la période 1991-2020, la température moyenne annuelle observée sur la station météorologique la plus proche, située sur la commune d'Alençon à 15 km à vol d'oiseau, est de 11,3 °C et le cumul annuel moyen de précipitations est de 743,7 mm,. Pour l'avenir, les paramètres climatiques de la commune estimés pour 2050 selon différents scénarios d’émission de gaz à effet de serre sont consultables sur un site dédié publié par Météo-France en novembre 2022.

## Urbanisme

### Typologie
Au 1er janvier 2024, Le Bouillon est catégorisée commune rurale à habitat très dispersé, selon la nouvelle grille communale de densité à sept niveaux définie par l'Insee en 2022.
Elle est située hors unité urbaine. Par ailleurs la commune fait partie de l'aire d'attraction d'Alençon, dont elle est une commune de la couronne,. Cette aire, qui regroupe 89 communes, est catégorisée dans les aires de 50 000 à moins de 200 000 habitants,.

### Occupation des sols
L'occupation des sols de la commune, telle qu'elle ressort de la base de données européenne d’occupation biophysique des sols Corine Land Cover (CLC), est marquée par l'importance des forêts et milieux semi-naturels (72,1 % en 2018), une proportion identique à celle de 1990 (72,1 %). La répartition détaillée en 2018 est la suivante : 
forêts (70,2 %), prairies (19,9 %), terres arables (8 %), milieux à végétation arbustive et/ou herbacée (1,9 %). L'évolution de l’occupation des sols de la commune et de ses infrastructures peut être observée sur les différentes représentations cartographiques du territoire : la carte de Cassini (XVIIIe siècle), la carte d'état-major (1820-1866) et les cartes ou photos aériennes de l'IGN pour la période actuelle (1950 à aujourd'hui).

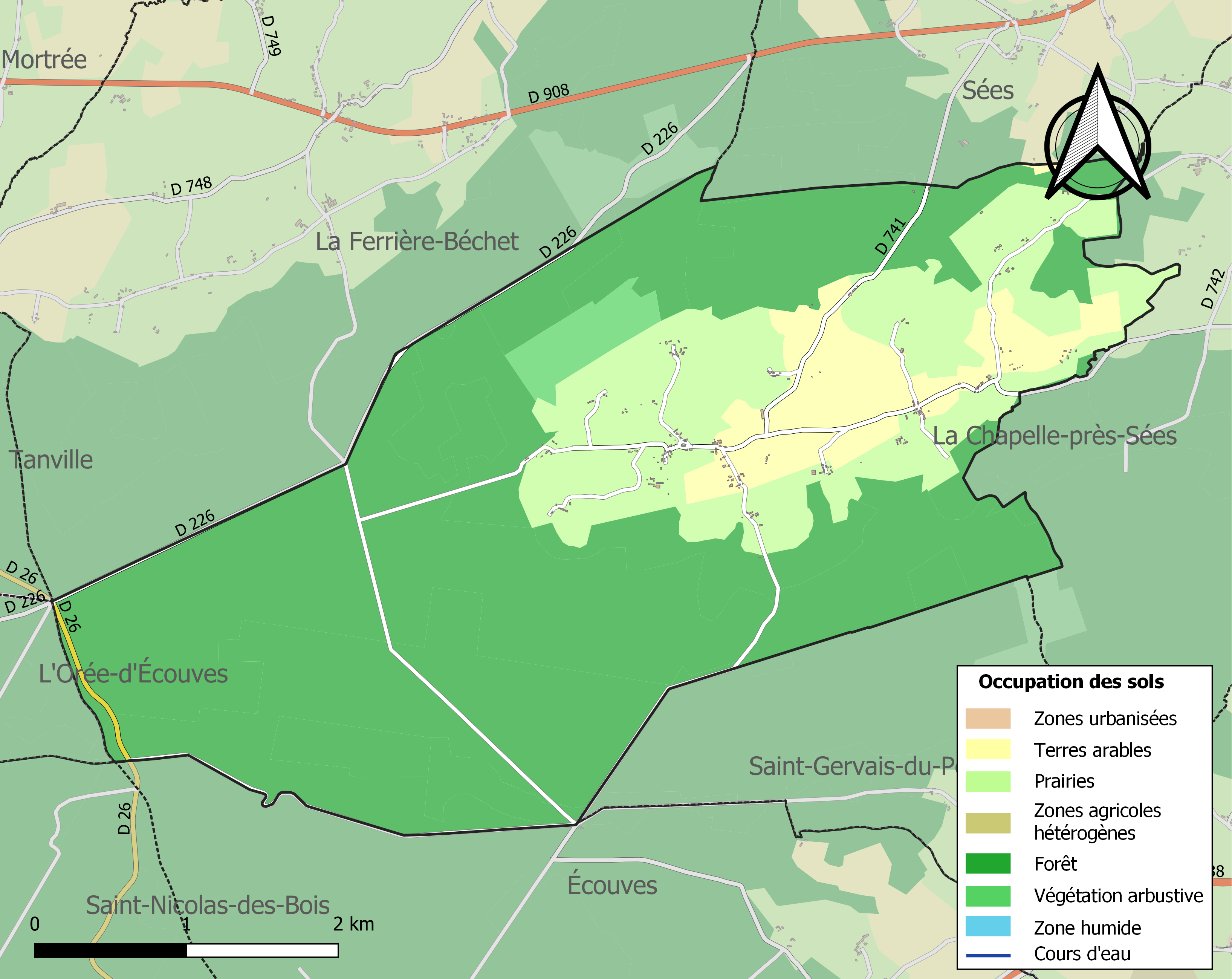
Carte des infrastructures et de l'occupation des sols de la commune en 2018 (CLC).

## Toponymie
Le nom de la localité est attesté sous la forme Buillone en 1089.
Albert Dauzat considère le toponyme issu du bas latin betullia, « boulaie », tandis que René Lepelley et Ernest Nègre y reconnaissent l'ancien français bouillon, « bourbier », en référence à un sol humide,.
Le gentilé est Bouillonnais.

## Politique et administration
| Période                                  | Période   | Identité         | Étiquette | Qualité                  |
| ---------------------------------------- | --------- | ---------------- | --------- | ------------------------ |
| avant 1995                               | ?         | Fernand Madec    |           |                          |
| juin 1995                                | mars 2014 | André Drouaire   | SE        |                          |
| mars 2014                                | En cours  | Élisabeth Mesnel | SE        | Retraitée aide-soignante |
| Les données manquantes sont à compléter. |           |                  |           |                          |

Le conseil municipal est composé de onze membres dont le maire et deux adjoints.

## Démographie
L'évolution du nombre d'habitants est connue à travers les recensements de la population effectués dans la commune depuis 1793. Pour les communes de moins de 10 000 habitants, une enquête de recensement portant sur toute la population est réalisée tous les cinq ans, les populations de référence des années intermédiaires étant quant à elles estimées par interpolation ou extrapolation. Pour la commune, le premier recensement exhaustif entrant dans le cadre du nouveau dispositif a été réalisé en 2007.
En 2022, la commune comptait 167 habitants, en évolution de −2,91 % par rapport à 2016 (Orne : −3,21 %, France hors Mayotte : +2,11 %). Le Bouillon a compté jusqu'à 367 habitants en 1851.
| 1793 | 1800 | 1806 | 1821 | 1836 | 1841 | 1846 | 1851 | 1856 |
| ---- | ---- | ---- | ---- | ---- | ---- | ---- | ---- | ---- |
| 270  | 286  | 325  | 318  | 347  | 348  | 366  | 367  | 348  |

| 1861 | 1866 | 1872 | 1876 | 1881 | 1886 | 1891 | 1896 | 1901 |
| ---- | ---- | ---- | ---- | ---- | ---- | ---- | ---- | ---- |
| 346  | 336  | 306  | 277  | 265  | 261  | 247  | 234  | 214  |

| 1906 | 1911 | 1921 | 1926 | 1931 | 1936 | 1946 | 1954 | 1962 |
| ---- | ---- | ---- | ---- | ---- | ---- | ---- | ---- | ---- |
| 199  | 188  | 160  | 202  | 200  | 205  | 210  | 144  | 146  |

| 1968 | 1975 | 1982 | 1990 | 1999 | 2006 | 2007 | 2012 | 2017 |
| ---- | ---- | ---- | ---- | ---- | ---- | ---- | ---- | ---- |
| 154  | 158  | 138  | 156  | 151  | 145  | 144  | 169  | 171  |

| 2022 | - | - | - | - | - | - | - | - |
| ---- | - | - | - | - | - | - | - | - |
| 167  | - | - | - | - | - | - | - | - |

## Lieux et monuments

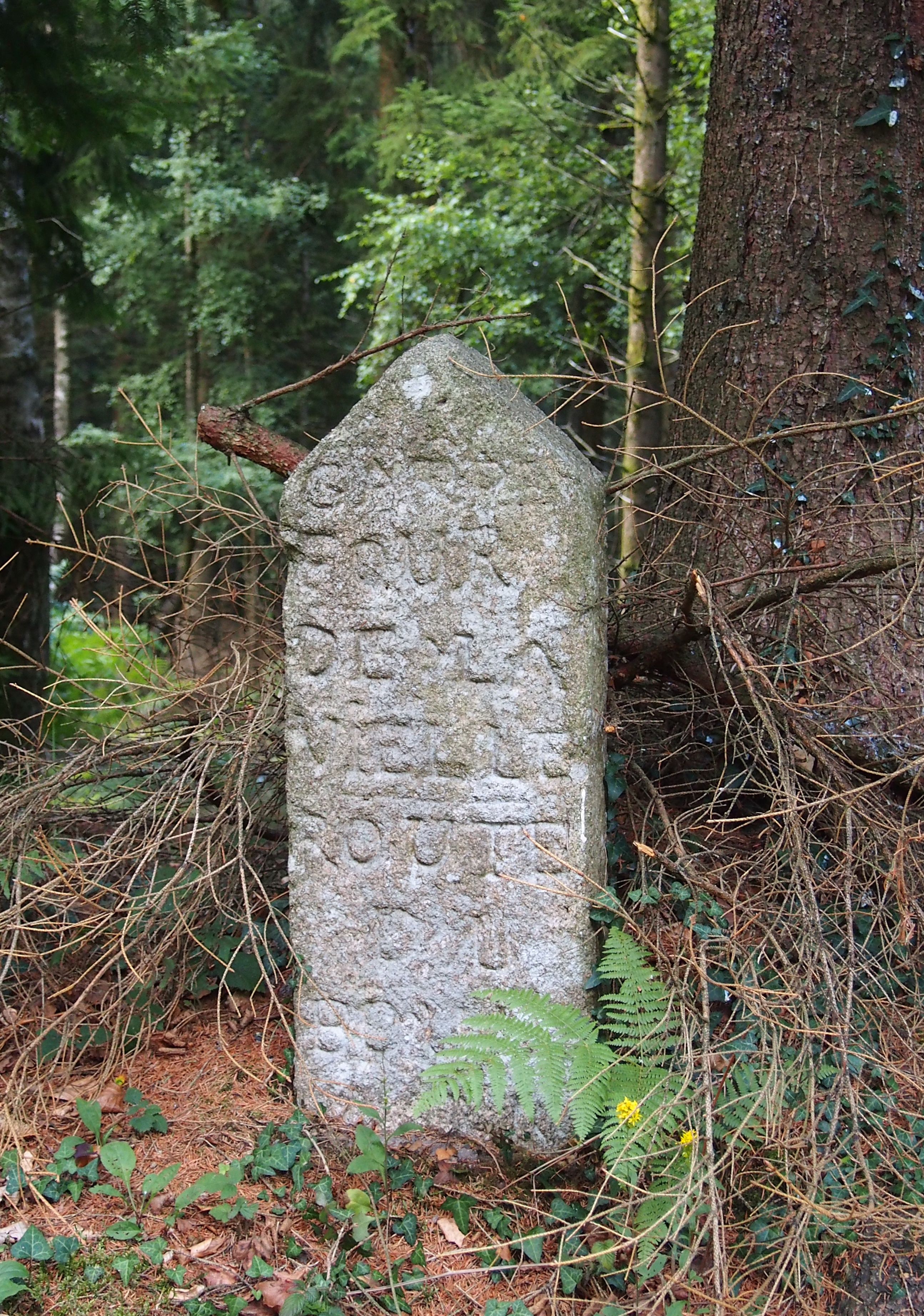
Une borne de la forêt d'Écouves.

- Église Saint-Jean-Baptiste (XVIe siècle) ;
- Forêt d'Écouves (bois du Bouillon) ;
- Bornes de la forêt d'Écouves ;
- Carrefour de la Croix de Médavy dont une partie est sur le territoire communal. Le char américain Sherman M4 commémorant le combat qui opposa un détachement de la 2e DB à la 9e Panzerdivision le 12 août 1944 est situé sur le territoire du Bouillon ;
- Parc animalier d'Écouves

## Activité et manifestations

### Sports
- Passage des coureurs de la course Alençon-Médavy.